# Rajd Portugalii 1994
Rezultaty Rajdu Portugalii (28. TAP Rallye de Portugal), eliminacji Rajdowych Mistrzostw Świata w 1994 roku, który odbył się w dniach 1-4 marca. Była to druga runda czempionatu w tamtym roku. Bazą rajdu było miasto Estoril.

## Wyniki końcowe rajdu
| Msc.                   | Kierowca               | Pilot                  | Samochód                    | Czas                   | Strata                 | Grupa                  | Punkty                 |
| Klasyfikacja generalna | Klasyfikacja generalna | Klasyfikacja generalna | Klasyfikacja generalna      | Klasyfikacja generalna | Klasyfikacja generalna | Klasyfikacja generalna | Klasyfikacja generalna |
| ---------------------- | ---------------------- | ---------------------- | --------------------------- | ---------------------- | ---------------------- | ---------------------- | ---------------------- |
| 1                      | Juha Kankkunen         | Nicky Grist            | Toyota Celica Turbo 4WD     | 6:20.59                | 0.0                    | A8 M                   | 20                     |
| 2.                     | Didier Auriol          | Bernard Occelli        | Toyota Celica Turbo 4WD     | 6:21.39                | +0.40                  | A8 M                   | 15                     |
| 3.                     | Miki Biasion           | Tiziano Siviero        | Ford Escort RS Cosworth     | 6:21.49                | +0.50                  | A8 M                   | 12                     |
| 4.                     | Carlos Sainz           | Luís Moya              | Subaru Impreza 555          | 6:23.15                | +2.16                  | A8 M                   | 10                     |
| 5.                     | Fernando Peres         | Ricardo Caldeira       | Ford Escort RS Cosworth     | 6:49.39                | +28.40                 | A8                     | 8                      |
| 6.                     | José Carlos Macedo     | Miguel Borges          | Renault Clio Williams       | 7:05.52                | +44.53                 | A7                     | 6                      |
| 7.                     | Raphael Sperrer        | Ernest Loidl           | Audi Coupé S2               | 7:11.49                | +50.50                 | A8                     | 4                      |
| 8.                     | Jesús Puras            | Carlos del Barrio      | Ford Escort RS Cosworth     | 7:16.17                | +55.18                 | N4                     | 3                      |
| 9.                     | Rui Madeira            | Nuno da Silva          | Ford Escort RS Cosworth 4x4 | 7:25.37                | +1:04.38               | N4                     | 2                      |
| 10.                    | Pavel Sibera           | Petr Gross             | Škoda Favorit 136L          | 7:29.22                | +1:08.23               | A5                     | 1                      |
| PWRC                   |                        |                        |                             |                        |                        |                        |                        |
| 1 (8).                 | Jesús Puras            | Carlos del Barrio      | Ford Escort RS Cosworth     | 7:16.17                | -                      | N4                     |                        |
| 2 (9).                 | Rui Madeira            | Nuno da Silva          | Ford Escort RS Cosworth 4x4 | 7:25.37                | +9:20                  | N4                     |                        |
| 3 (11).                | Isolde Holderied       | Christina Thörner      | Mitsubishi Lancer Evo I     | 7:34:50                | +18:33                 | N4                     |                        |
| 2L WRC                 |                        |                        |                             |                        |                        |                        |                        |
| 1 (6).                 | José Carlos Macedo     | Miguel Borges          | Renault Clio Williams       | 7:05.52                | -                      | A7                     |                        |
| 2 (10).                | Pavel Sibera           | Petr Gross             | Škoda Favorit 136L          | 7:29.22                | +23:30                 | A5                     |                        |
| 3 (12).                | Emil Triner            | Jiří Klíma             | Škoda Favorit 136L          | 7:37:19                | +31:27                 | A5                     |                        |

1. ↑  Litera M przy oznaczeniu grupy do której należy samochód oznacza, iż tylko ci kierowcy zdobywali punkty dla swoich zespołów liczonych w klasyfikacji producentów na koniec sezonu.

## Klasyfikacja po 2 rundach
Tabele przedstawiają tylko pięć pierwszych miejsc.

### Kierowcy
| Lp. | Kierowca          | Pkt |
| --- | ----------------- | --- |
| 1   | Juha Kankkunen    | 35  |
| 2   | Carlos Sainz      | 22  |
| 3   | Massimo Biasion   | 22  |
| 4   | Francois Delecour | 20  |
| 5   | Didier Auriol     | 15  |

### Producenci
| Lp. | Producent  | Pkt |
| --- | ---------- | --- |
| 1   | Toyota     | 37  |
| 2   | Ford       | 34  |
| 3   | Subaru     | 26  |
| 4   | Mitsubishi | 10  |